# Miroslav Cikánek
Miroslav Cikánek (* 21. srpna 1928) je bývalý český fotbalista.

## Fotbalová kariéra
Hrál za Technomat Teplice. Nastoupil ve 26 ligových utkáních. Gól v lize nedal.

## Ligová bilance
| Ročník                                     | Zápasy | Góly | Klub                |
| ------------------------------------------ | ------ | ---- | ------------------- |
| Divize 1947/1948                           | 18     | 0    | SK Teplice-Šanov    |
| Státní liga 1948                           | 8      | 0    | Sokol Teplice-Šanov |
| Celostátní československé mistrovství 1949 | 7      | 0    | Technomat Teplice   |
| Celostátní československé mistrovství 1950 | 11     | 0    | Technomat Teplice   |
| CELKEM 1. československá liga              | 26     | 0    |                     |